# Побережник морський
Побережник морський (Calidris maritima) — невеликий прибережний птах родини баранцевих (Scolopacidae). Гніздиться на арктичному узбережжі і в гірській тундрі Євразії, Північної Америки та островах Північного Льодовитого океану. В Україні рідкісний залітний птах.

## Опис

### Морфологічні ознаки

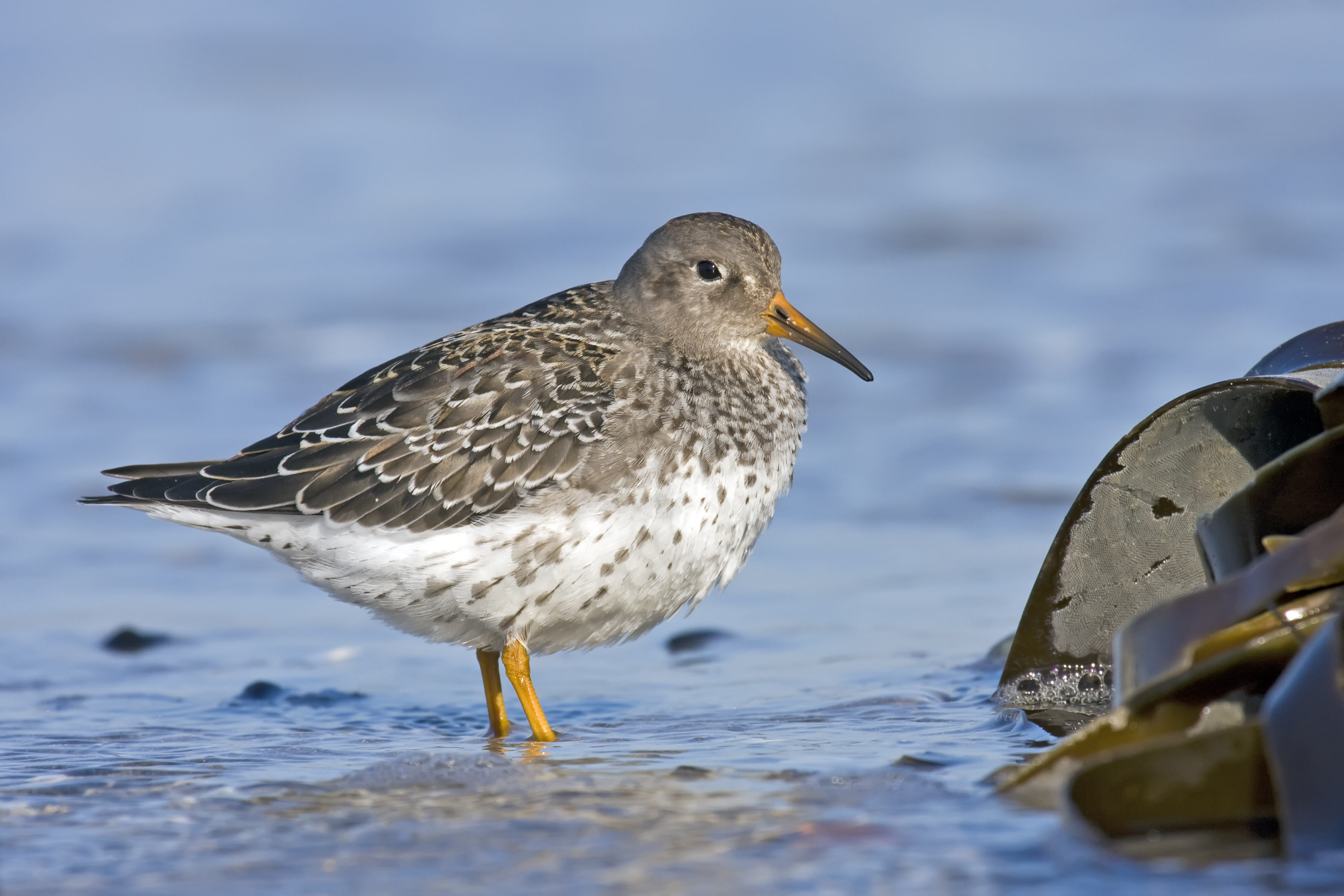
Зимове вбрання

Побережник середніх розмірів і міцної статури, трохи більший за побережника чорногрудого. Маса тіла 60—80 г, довжина тіла 20—22 см, довжина крила 11,8–13,0 см, розмах крил 40—44 см, довжина хвоста 5,59–6,3 см. У дорослого птаха в шлюбному вбранні верх бурий, з рудою і чорною строкатістю на плечових перах і спині; над оком білувата «брова»; воло, груди і боки тулуба білі, з сірувато бурою строкатістю; черево біле; на білому надхвісті чорна поздовжня смуга; махові пера зверху чорно-бурі, вздовж основи пер проходить вузька біла смуга; стернові пера темно-сірі, центральна пара чорно-бура; дзьоб чорний; ноги жовтувато-сірі; у позашлюбному вбранні верх темний, сірувато-чорний або чорний, на перах вузька світла облямівка; дзьоб чорний, з жовтогарячою основою; ноги жовтогарячі. Молодий птах подібний до дорослого у позашлюбному вбранні, але верх світліший, з темною строкатістю.
Побережник морський у позашлюбному вбранні від чорногрудого побережника відрізняється жовтогарячою основою дзьоба, жовтогарячими ногами, темнішим забарвленням оперення верху, а в шлюбний період — відсутністю чорної плями на грудях і череві.

## Звуки
Під час токування видає трель, що подібна до побережника чорногрудого. У позагніздовий період мовчазний птах. У польоті подає різкий поклик «куіт» або «кві — іт».

## Поширення
У Північній Америці в арктиці від островів Мелвілл, Елсмір, Девон, Бафінова Земля на південь до острова Саутгемптон і островів біля східного узбережжя Гудзонової затоки. Острови: Ґренландія, Ісландія, Фарерські, Ведмежий, Шпіцберген, Земля Франца-Йосифа, Нова Земля, Вайгач, Північна Земля, Діксон. В Євразії арктичне узбережжя від Скандинавії на сході до східної частини Кольського півострова (на південь тут до долини Поною) і Семи Островів, Таймир.
Частково перелітний вид. Загалом схильний до осілого способу життя там, де є ділянки узбережжя, вільні від криги. Особини, що гніздяться в суворих умовах Крайньої Півночі не здійснюють далеких перельотів, а відкочовують на південь до найближчих районів, де наявні належні умови для здобування їжі. Міграція відбвається пізно — переважно з кінця вересня до листопада.

## Чисельність
Станом на 2015 рік чисельність в Європі оцінена в 56,7-83,0 тис. пар, у світі — 205—295 тис. особин. Чисельність скорочується.

## Гніздування

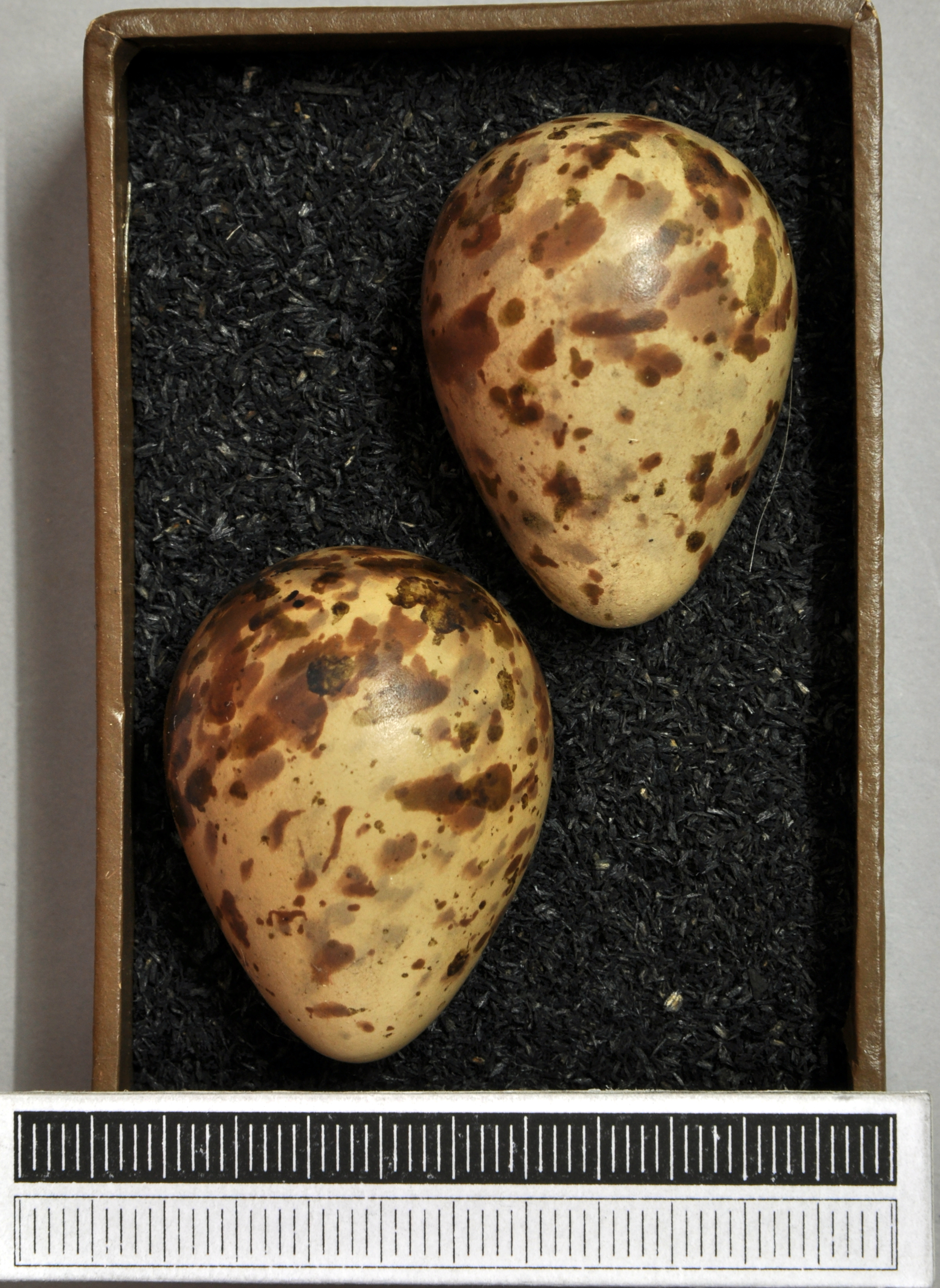
Яйця в оологічній колекції

Гніздиться на скелястих схилах островів і невисоких хребтів, галькових пляжах, у сухій кам'янистій тундрі з ділянками лишайників і карликових рослин з роду дріада (Dryas), на вологих порослих мохом ділянках гірських плато поблизу від межі льодовиків.
Моногам. Статева зрілість настає наприкінці першого року життя. Строки розмноження, залежать від регіону — від середини травня до середини липня. Шлюбна поведінка включає характернийтоковий політ, що супроводжується треллю: птах з широко розкритими і тріпотливими крилами злітає вгору, після чого з криком раптово опускається. Самець охороняє гніздову територію, на якій облаштовує кілька гнізд, більшість з яких згодом не використовується для розмноження. Гніздо виглядає як неглибока ямка в ґрунті, іноді під прикриттям кущиків мучниці або дріади восьмипелюсткової. Часом гніздо заховано в заглибині між камінням посеред скель або гальки. Вистилка дуже мізерна, зазвичай, складається зі шматочків моху, лишайника, листя карликової берези або полярної верби, іноді коробочок капустяних. У кладці зазвичай 4, рідше 3 яйця майже грушоподібної форми. Загальне тло шкарлупи буває зеленувато-оливковим, слабо-вохристим, сірувато-бурим, або буруватим з матовим блиском. По яйцю розкидані різної форми та інтенсивності бурі, червоно-коричневі й фіолетові плями. Розміри яєць: 33—42 х 24—29 мм. Велику частину часу на гнізді проводить самець, самка лише на початковій стадії часом підміняє його, а потім і зовсім залишає гніздо і самця. Насиджування триває 21—22 дні. Молоді піднімаються на крило у віці 15—28 днів.

## Живлення

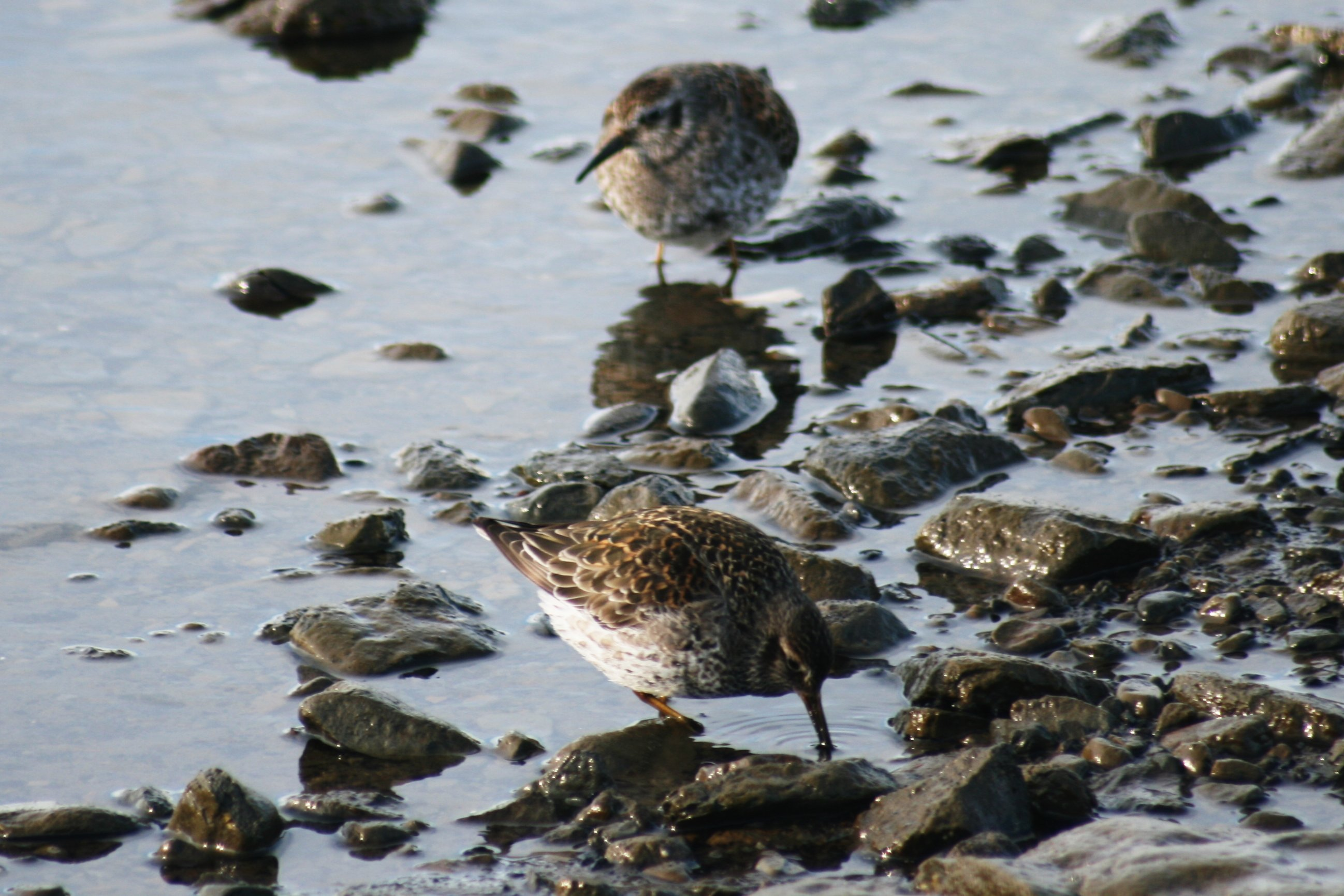
Типові місця пошуку їжі

Найчастіше побережники морські здобувають поживу на виступаючих з води каменях та ділянках морського дна, що оголюються під час відпливу. На відміну від інших куликів, вони не занурюють дзьоб у субстрат, а збирають їжу з його поверхні. Основним кормом є молюски (Margarites groenlandicus, літорина, мідії), що мешкають в скупченнях бурих водоростей, малощетинкові черви, дрібні ракоподібні, комахи (жуки, мухи), дрібна риба і водорості (ульва). У невеликих кількостях птахи споживають насіння рослин роду Cochlearia і ягоди водянки (Empertum nigrum). У гніздовий період у живленні домінують комахи, у позагніздовий — молюски.

## Охорона
Вид перебуває під охороною відповідно до Угоди AEWA, а також включено до Додатку ІІ Бернської конвенції.